# Cars 2 (videojuego)
Cars 2 (también conocido como Cars 2: El Videojuego) es un videojuego de carreras de 2011 desarrollado por Avalanche Software y publicado por Disney Interactive Studios. Está basado en la película Cars 2. Originalmente anunciado en E3 2011, el juego se lanzó en Norteamérica el 21 de junio de 2011 y en Europa el 22 de julio de 2011. Para la versión de PlayStation 3, se informó que presentaba un juego 3D estereoscópico. El 1 de noviembre de 2011 se lanzó una versión para Nintendo 3DS (el mismo día que se lanzó la película en DVD y Blu-ray). Una versión para PlayStation Portable fue lanzada en Norteamérica el 8 de noviembre de 2011. También fue lanzado en Europa el 4 de noviembre de 2011.
El juego presenta personajes provenientes de Cars que compiten en eventos determinados, siendo de espionaje y carreras internacionales.
Es el videojuego más vendido en la historia de la franquicia de Cars y de una franquicia de Pixar en general, teniendo más de tres millones de copias vendidas entre todas sus versiones, y siendo específicamente la de Nintendo DS la más vendida. Dado su increíble éxito, las versiones de Playstation 3 y Xbox 360 contaron con personajes adicionales como contenido descargable de pago (en las consolas de Nintendo esto no fue posible).

## Jugabilidad
En Cars 2, es un videojuego de carreras en tercera persona, en el que los jugadores pueden elegir entre casi 25 personajes diferentes para entrenar y convertirse en un espía de clase mundial. Como parte del entrenamiento, los jugadores participan en misiones utilizando armas de alta tecnología, por ejemplo, para evitar enemigos o ralentizarlos. Entre los modos de juego se encuentran:
- Carrera: una competencia dentro de un circuito donde gana el primero en llegar a la meta.
- Carrera de batalla: similar al modo Carrera, sin embargo, en el circuito aparecerán armas disponibles para atacar y frenar a los oponentes.
- Ataque: el jugador debe atacar una cantidad determinada de enemigos (tartanas) para obtener más puntaje. Las armas están disponibles para su uso.
- Supervivencia: el jugador se encuentra en un campo de energía resistiendo al ataque del Profesor Z, debe durar la mayor cantidad de tiempo con dicha energía. Las armas están disponibles para su uso.
- Cazador: el jugador debe atacar la mayor cantidad de enemigos posibles en un campo abierto. Las armas están disponibles para su uso.
- Estadio (multijugador): los jugadores deben destruir a sus oponentes para ganar mayor puntaje. Gana el que sobrevive más veces durante las rondas. Las armas están disponibles para su uso.
- Interruptor (multijugador): cada jugador tiene en su base un interruptor que permite destruir las de sus oponentes. Gana quien logre instalar los tres interruptores en la base de su oponente y destruirla.

El juego tiene tres tipos de trofeos: bronce, plata y oro. Los puntos se otorgan en valores diferentes según el tipo de clase de vehículo que utilicen los jugadores. Los personajes del juego se dividen en tres clases: pesado, medio y ligero. Los jugadores pueden desbloquear nuevos autos, pistas y misiones al ir recolectando emblemas y divisas en el progreso del juego. Los modos multijugador admiten hasta cuatro jugadores simultáneamente.
Los circuitos están ambientados en diferentes escenarios de la película, como los circuitos de Tokio, Italia, Londres y Radiador Springs, así como una plataforma especial de espías y el aeropuerto de Tokio.

## Personajes
Es el videojuego de Cars con la mayor cantidad de personajes; incluyendo los que están en el juego (ésta sección) y los que están en contenido descargable (siguiente sección):
Equipo McQueen
- Rayo McQueen.
- Mate.
- Luigi.
- Guido.
- Fillmore.
- Sargento.

Agencia de espionaje internacional C.H.R.O.M.E
- Finn McMissile/Finn McMisil.
- Holley Shiftwell.

Gran Prix Mundial
- Francesco Bernoulli.
- Miguel Camino
- Raoul Çaroule.
- Carla Veloso.
- Jeff Corvette/Jeff Gorvette.
- Nigel Gearsley.
- Shu Todoroki.
- Max Schnell.
- Miles Axlerod/Sir Miles Axlerod.

Tartanas/Láminas
- Profesor Z/Profesor Zündapp.
- Grem.
- Acer.

Otros
- Tomber.
- Chuki.
- Daisu Tsashimi.

Versiones alternas:
Representan aquellas pinturas o versiones alternativas de algunos personajes seleccionables:
- Rayo McQueen de Fibra de Carbono.
- Rayo McQueen de Paseo/Radiador Springs Rayo McQueen/Rayo El Radiador.
- Francesco Bernoulli nocturno.
- Materhosen/Mate estilo camioneta alemana.
- Finn Union Jack.
- Holley Corredora.
- El Nuevo Fillmore.
- Sargento Camuflado.
- Luigi fan de McQueen.
- Guido fan de McQueen.
- Joven Profesor Z.
- Acer con casco.

## Personajes descargables de pago (DLC)
Son autos incluidos como contenido adicional del plantel inicial del juego; en la versión de Wii y PC nunca estuvo disponible y en PS3 dejó de estar disponible. Actualmente el DLC está disponible en la versión de Xbox 360
Cars
- Chick Hicks.
- Boost.
- DJ.
- Wingo.
- Snot Rod/Estornudos/Mocarra.
- Flo.
- Ramón.
- Sheriff.
- Sally
- Lewis Hamilton
- Ferrari F430
- Lizzie
- Mack
- Claude Scruggs
- Unnamed Test Track Racer (DS version only)

Cars Toons
- Rayo Dragón.
- Tokio Mate.
- Mate El Grande/Súper Mate.
- Rayo Temerario.

Cars 2
- Finn Guardia Aeroportuario (del Aeropuerto Internacional de Tokio).
- La Reina (Reina Isabel II).
- Tío Topolino.
- Rod "Torque" Redline (gratuito y disponible en la versión de PlayStation Portable).
- Rod Redline encubierto.
- Mate [disfrazado de] Iván.
- Mate Kabuki.
- Víctor Hugo.

Exclusivos del videojuego
- Lightyear Lightning/Rayo [con publicidad de] Lightyear (difícil de adquirir por razones desconocidas).
- Francesco Hot Rod (difícil de adquirir por razones desconocidas).
- Cherry Blossom Holley/Holley estilo Flor de Cerezo.
- Emerald Lewis Hamilton
- Gold Holley Shiftwell
- Blue Ferrari F430
- Cars 1 Lightning McQueen

## Armas
Misiles Troika:
Son 2 o 3 misiles que se lanzan de las partes laterales del auto, y se lanzan entre 3 y 4 segundos de diferencia.
Chorro de aceite.
Metralletas.
Patín neumático:
Se trata de un objeto que, tras su ejecución desde la parte trasera del auto, persigue al oponente que se encuentra inmediatamente adelante del personaje.
Satélite láser:
Láser disparado desde la parte superior. Se dirigirá al personaje que esté en primera posición (logrando afectar a otros durante su transcurso), y su impacto es devastador.
Mina de impacto:
Se trata de un pequeño campo esférico de láseres unidos que es generado por el lanzamiento de dicha arma. 
Al ser lanzada hacia adelante, generará un campo de energía (de apariencia similar a un iglú) que atrapará al oponente cuando entre en él. Si es lanzado hacia atrás, tendrá un efecto similar al de una pequeña bomba que únicamente estallará de forma inmediata al tocar el suelo.

## Sinopsis
Basado en la película animada homónima, "Cars 2: The Video Game" sigue el transcurso de la historia de Rayo McQueen y Mate mientras entrenan en una instalación secreta conocida como C.H.R.O.M.E. (abreviatura traducida de Cuartel General del Comando para Operaciones de Reconocimiento y Espionaje Motorizado). A ellos se unen los agentes de inteligencia británicos Finn McMisil y Holley Shiftwell mientras intentan convertirse en el equivalente de automóviles espías de clase mundial.

## Reparto
| Personaje           | Actor de voz original | Doblaje de Hispanoamérica     | Doblaje de España     |
| ------------------- | --------------------- | ----------------------------- | --------------------- |
| Mate                | Larry the Cable Guy   | César Bono                    | Carlos Kaniowsky      |
| Rayo McQueen        | Keith Ferguson        | Sergio Gutiérrez Coto         | Guillermo Romero      |
| Finn McMissile      | Michael Caine         | Blas García                   | José Antonio Ceinos   |
| Profesor Z          | Thomas Kretschmann    | Juan Alfonso Carralero Campos | Juan Antonio Castro   |
| Holley Shiftwell    | Emily Mortimer        | Erica Edwards                 | Olga Velasco          |
| Francesco Bernoulli | John Turturro         | Jesús Guzmán                  | Juan Logar Jr.        |
| Raoul ÇaRoule       | Erik Passoja          | Javier Olguín                 | Manuel Bellido        |
| Carla Veloso        | Jossara Jinaro        | Mariana Ortíz                 | Elena Palacios        |
| Jeff Gorvette       | Jeff Gordon           | Carlo Vázquez.                | Fernando Cabrera      |
| Nigel Gearsley      | Greg Ellis            | José Antonio Maciás           | Jesús Barreda         |
| Shu Todoroki        | Paul Nakauchi         | Francisco Colmenero           | José Escobosa         |
| Miguel Camino       | Jon Molerio           | Arturo Cataño                 | Claudio Serrano       |
| Max Schnell         | Andre Sogliuzzo       | Carlos Hernández.             | Gabriel Jiménez       |
| Sally Carrera       | Bonnie Hunt           | Rosalba Soltelo               | Yolanda Mateos        |
| Fillmore            | Lloyd Sherr           | Eduardo Tejedo                | Olga Velasco          |
| Sarge               | Paul Dooley           | Polo Ortín                    | Pablo Adán            |
| Luigi               | Tony Shalhoub         | Arturo mercado Jr.            | Antonio Villar        |
| Grem                | Joe Mantegna          | Paco Mauri                    | Javier Dotú           |
| Acer                | Peter Jacobson        | Mario Castañeda               | Javier Martínez       |
| Tomber              | Michel Michelis       | César Filio                   | Paco Vaquero          |
| Miles Axelrod       | Dave Wittenberg       | Raúl Anaya                    | Juan Amador Pulido    |
| Rod Torque Redline  | Bruce Campbell        | Óscar Gómez                   | ¿?                    |
| The Queen           | Vanessa Redgrave      | Erika Mireles                 | ¿?                    |
| Flo                 | Jenifer Lewis         | Simone Brook                  | Isabel Donate         |
| Sheriff             | Michael Wallis        | Francisco Colmenero           | Fernando Hernández    |
| Ramone              | Cheech Marin          | Jorge Arvizu El Tata          | José Escobosa         |
| Chick Hicks         | Eric Stitt            | Carlos Becerril               | Javier Martínez       |
| Snot Rod            | Lou Romano            | Héctor Alcaraz                | Emilio de Villota Sr. |
| Wingo               | Adrian Ochoa          | Ricardo Tejedo                | ¿?                    |
| Boost               | Jonas Rivera          | Eduardo Garza                 | ¿?                    |
| DJ                  | E.J. Holowicki        | Yamil Atala                   | ¿?                    |
| Uncle Topolino      | Franco Nero           | Moisés Palacios               | ¿?                    |
| Victor Hugo         | Stanley Townsend      | Humberto Solórzano            | Vicente Gil           |
| Ordenador           | Teresa Gallagher      | Valentina Souza               | Carmen Podio          |

## Desarrollo

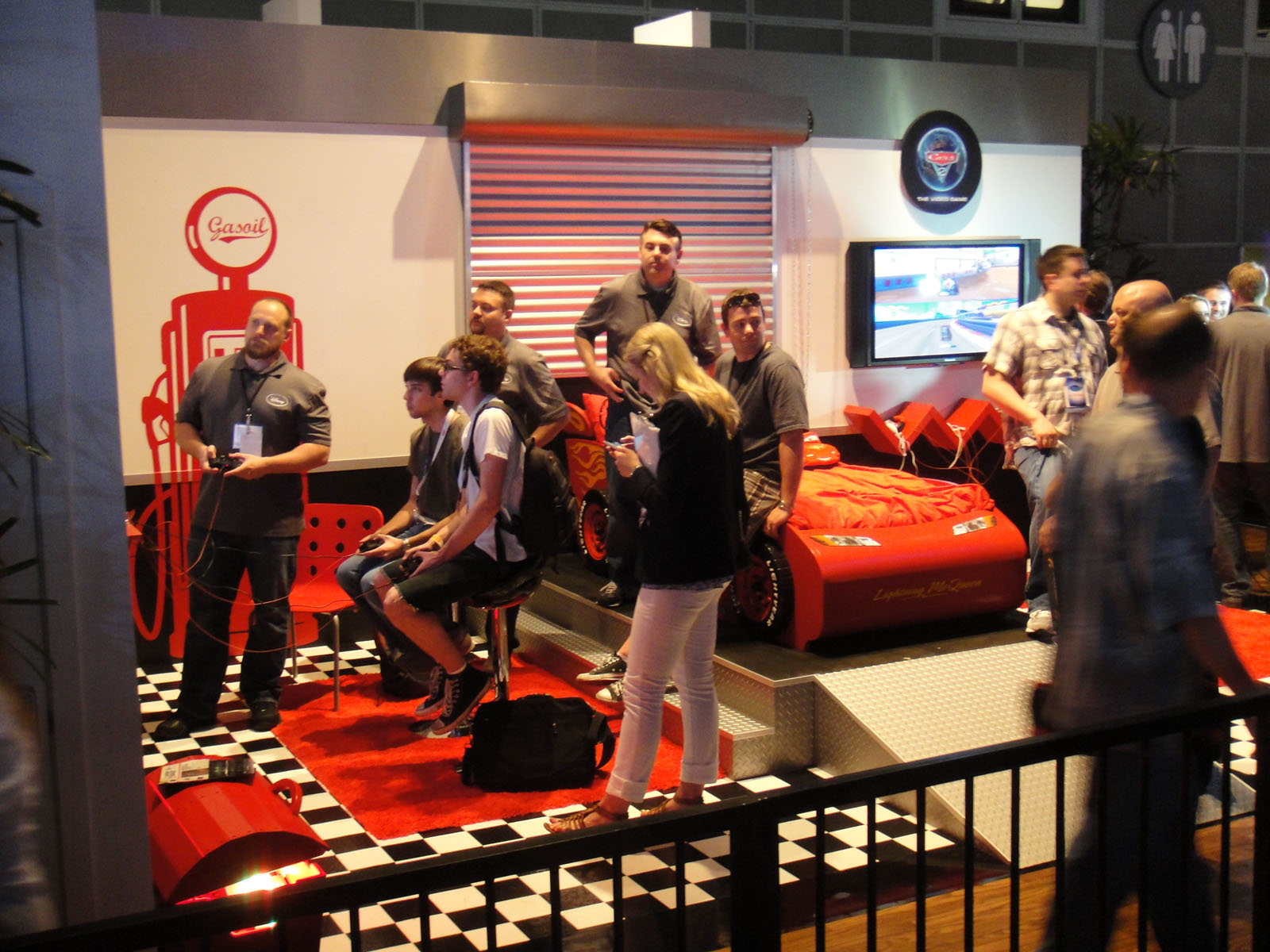
Cars 2 fue presentado durante E3 2011. Se presentó una demostración jugable en una cabina con estilo "Cars".

El juego se mostró por primera vez al público en el E3 2011. También se presentó en la American International Toy Fair en la ciudad de Nueva York. Según una entrevista en video en Game Line, John Day, el productor del juego, dijo que querían crear un buen juego de carreras familiar y agregar algunas cosas que quizás nadie haya visto antes. Avalanche Software estaba trabajando en estrecha colaboración con los artistas de Pixar para dar vida al humor y la personalidad del largometraje.

## Recepción
Cars 2 recibió críticas mixtas a positivas de los críticos, con una puntuación de 72 y 74 en Metacritic para las versiones Xbox 360 y PlayStation 3 respectivamente, siendo las versiones mejor calificadas. IGN le dio al juego una calificación de 8 sobre 10, afirmando que "Cars 2 es un gran juego multijugador que rivaliza con Mario Kart". La  Revista oficial de Xbox  le otorgó una calificación de 7.5 sobre 10, elogiando la diversión y las carreras pulidas, pero criticando el hecho de que faltaba el juego en línea en el título.  Game Informer  le dio al título una calificación de 7.75 sobre 10, calificándolo como una experiencia de carrera satisfactoria. Justin Calvert de GameSpot le otorgó una calificación de 7.5 sobre 10, elogiando su modo de carrera y diseños de pistas. Sin embargo, estaba molesto porque no había modo en línea como se esperaba y tampoco había roaming libre a diferencia de sus predecesores.